# Nyumba
Nyumba är ett vattendrag i Burundi.   Det ligger i provinsen Rutana, i den centrala delen av landet, 100 km sydost om huvudstaden Bujumbura.
Omgivningarna runt Nyumba är huvudsakligen savann. Runt Nyumba är det ganska tätbefolkat, med 100 invånare per kvadratkilometer.